# Kevin López (calciatore 2001)
Kevin Miguel Ángel López (Córdoba, 28 dicembre 2001) è un calciatore argentino, centrocampista dell' Atl. Tucumán in prestito dall'Independiente.

## Carriera
Lopez è cresciuto nei settori giovanili di Belgrano e Quilmes. Nel 2021 ha firmato il suo primo contratto professionistico  ed il 20 gennaio 2022 ha debuttato in prima squadra nell'incontro di Primera B Nacional perso 1-0 contro l'Independiente Rivadavia.
Il 20 dicembre 2022 è stato ingaggiato dall'Independiente con cui ha firmato fino al 2025. Ha esordito con il nuovo club il 5 febbraio 2023 contro il Platense in Primera División.
Il 24 gennaio 2024 è stato ceduto in prestito al Defensa y Justicia.

## Statistiche

### Presenze e reti nei club
Statistiche aggiornate al 2 aprile 2024.
| Stagione        | Squadra            | Campionato      | Campionato | Campionato | Coppe nazionali | Coppe nazionali | Coppe nazionali | Coppe continentali | Coppe continentali | Coppe continentali | Altre coppe | Altre coppe | Altre coppe | Totale | Totale | Totale |
| Stagione        | Squadra            | Comp            | Pres       | Reti       | Comp            | Pres            | Reti            | Comp               | Pres               | Reti               | Comp        | Pres        | Reti        | Pres   | Reti   |        |
| --------------- | ------------------ | --------------- | ---------- | ---------- | --------------- | --------------- | --------------- | ------------------ | ------------------ | ------------------ | ----------- | ----------- | ----------- | ------ | ------ | ------ |
| 2022            | Quilmes            | PBN             | 31         | 1          | CA              | 4               | 0               |                    | -                  | -                  |             | -           | -           | 35     | 1      |        |
| 2023            | Independiente      | PD              | 17         | 0          | CA+CdL          | 2+6             | 0               |                    | -                  | -                  |             | -           | -           | 25     | 0      |        |
| 2024            | Defensa y Justicia | PD              | 0          | 0          | CA+CdL          | 1+11            | 0               |                    | -                  | -                  |             | -           | -           | 12     | 0      |        |
| Totale carriera | Totale carriera    | Totale carriera | 48         | 1          |                 | 24              | 0               |                    | -                  | -                  |             | -           | -           | 72     | 1      |        |